# Editorial Códex
Editorial Códex fue una editorial argentina (1944-1978).

## Trayectoria
Nicolas J. Gibelli la fundó en 1944.
En 1951 se sumó a la producción de historietas con una revista mensual: Pimpinela (la mayoría de las revistas de la competencia eran semanales). Le seguirían Supertorieta (1953), Gatitos (1954) y Pancho López (1957), entre otras.

## Publicaciones
| Título                   | Año       | Números | Formato |
| ------------------------ | --------- | ------- | ------- |
| Pimpinela                | 1951      |         | 24 x 17 |
| Las aventuras de Justy   | 1952-     |         |         |
| Suplementos de Pimpinela | 1952-     |         |         |
| Ases del aire            | 1953-     |         |         |
| Ases del Oeste           | 1953-     |         |         |
| Supertorieta             | 03/1953-  |         |         |
| Sabú                     | 1955      |         |         |
| Pancho López             | 1957-     |         |         |
| Selecciones Escolares    | 1959      |         |         |
| Enciclopedia Estudiantil | 1960-1966 |         |         |
| Automundo                | 1965-1971 | 0-343   |         |
| Geomundo                 | 1967/1971 |         |         |
| Arterama                 | 1966/72   |         |         |
| Tecnirama                | 1968/1975 |         |         |